# Nigel Paul Taylor
Nigel Paul Taylor (* 1956) ist ein britischer Botaniker. Sein Hauptarbeitsgebiet ist die Taxonomie der Kakteengewächse. Er war Kurator der Royal Botanic Gardens (Kew) und ist Direktor des Botanischen Gartens in Singapur. Sein offizielles botanisches Autorenkürzel lautet „N.P.Taylor“.

## Leben
Nigel Taylor kam 1977 nach seinem Studium an der Universität von Reading als Bachelor of Science an das Herbarium der Kew Gardens, wo er sich auf die Taxonomie der Kakteen und deren Schutz spezialisierte. Er unternahm als moderner Pflanzenjäger zahlreiche Forschungsreisen nach Mittel- und Südamerika. 2000 erwarb er an der Open University den Doktorgrad (Ph.D.).
Als Kurator der Kew Gardens war er neben seiner wissenschaftlichen Tätigkeit für den Arbeitseinsatz von mehr als 200 Mitarbeitern verantwortlich, die für die Betreuung des Pflanzenbestandes in den Schauhäusern und den Sammlungen in den Anzuchtshäusern zuständig sind. Zudem gehörte die Aufsicht über die gartenbauliche Ausbildung und deren Einrichtungen zu seinen Aufgaben. Er gehört dem Plant Sciences Advisory Board der Universität von Reading an, ist Trustee des Castle Howard Arboretum, gehörte dem Herausgebergremium des Kew Bulletin von 1996 bis 2005 und des Curtis’s Botanical Magazine von 1995 bis 2005 an. Den Redaktionen der Gartenzeitschriften der British Broadcasting Corporation steht er beratend zur Seite.
Von 1984 bis 1988 war Nigel Taylor Sekretär der Cactus & Succulent Specialist Group der International Union for Conservation of Nature and Natural Resources, von 1989 bis 1996 deren Vizepräsident und von 1997 bis 1998 ihr Präsident. Im September 2011 verließ er Kew und wurde Direktor des Botanischen Gartens in Singapur.

## Werke (Auswahl)
- (mit D. C. Zappi): An alternative view of generic delimitation and relationship in tribe Cereeae (Cactaceae) - Bradleya 7: S. 13–40, 1989.
- (mit U. Eggli): IOS Index of names of Cactaceae published 1950–1990. Kew: Royal Botanic Gardens, Kew. 222 S. 1991.
- The Genus Melocactus in Central and South America. British Cactus & Succulent Society & Royal Botanic Gardens, Kew. [Reprinted from Bradleya 9: 1–80 (1991)]. 80 S., 1991.
- (mit E. F. Anderson und S. Arias Montes): Threatened Cacti of Mexico. Kew: Royal Botanic Gardens, Kew. 136 S., 1994.
- (mit Wilhelm Barthlott): Notes towards a monograph of Rhipsalideae (Cactaceae) - Bradleya 13: S. 43–79, 1995.
- (mit W. Stuppy und W. Barthlott): Realignment and revision of the Opuntioideae of Eastern Brazil - Succulent Plant Research 6: S. 99–132, 2002.
- Iconotypes and cacti in Curtis’s Botanical Magazine - Curtis’s Botanical Magazine 20: S. 177–185. 2003.
- (mit D. C. Zappi): Cacti of Eastern Brazil. Royal Botanic Gardens, Kew. 499 S., 2004.
- (mit M. C. Machado, D. C. Zappi und E. L. Borba): Taxonomy and conservation of the Discocactus Pfeiff. (Cactaceae) species occurring in the state of Bahia, Brazil - Bradleya 23: S. 41–56, 2005.